# フィニチ
フィニチ（アルバニア語: Finiq, ギリシア語: Φοινίκη）はアルバニアのヴロラ州の基礎自治体と町である。2015年に町が現代の基礎自治体の庁所在地になった。2023年に基礎自治体の人口は11,413人であり、町の人口は2,693人だった。ギリシャ人が多い。

## 出来事
1431年にオスマン帝国の支配下の時代に町名は「フィニキ」（トルコ語: Finiki）だった。アサナシオス・サリダスというテペデレンリ・アリー・パシャの助言者は町にギリシャ人がいたと言った。1870年にギリシャ語の学校がフィニチにあった。
2015年に旧基礎自治体のフィニチ、リヴァドヤ、ディヴァル、アリコおよびメソポタムが合体した。この基礎自治体はさらに設けられ、同名の町が庁所在地になった。

## 人口
2011年に町の人口は1,333人だった。2023年に基礎自治体の人口は11,413人であり、町の人口は2,693人だった。
アルバニアの外務省は、2015年にギリシャ人の人口は5,513人だった。